# Skyddskommitté
En skyddskommitté är en organisationstyp i Sverige som består av personer från både arbetsgivar- och arbetstagarsidan på en arbetsplats. Arbetstagarepresentanterna utses av facket men om facklig organisation inte finns på arbetsplatsen utses representanten av arbetstagarna. Minst en av representanterna ska vara skyddsombud.
Skyddskommittén är reglerad i den svenska arbetsmiljölagen . Alla arbetsplatser med minst 50 arbetstagare ska ha en skyddskommitté (kan också kallas arbetsmiljökommitté). En skyddskommitté kan även finnas på mindre arbetsplatser om anställda begär det.
Skyddskommittén bör träffas minst var tredje månad. Syftet är att behandla övergripande och principiella frågor. Exempel på frågor som kan tas upp är företagshälsovård, användning av farliga ämnen, arbetsmiljöutbildning och rehabilitering. Gruppen ska också vara med och diskutera eventuella förändringar av lokaler, arbetsmetoder och organisation.
Om skyddskommittén inte är enig i en fråga kan inget majoritetsbeslut tas. Varje ledamot har däremot rätt att skicka frågan vidare till Arbetsmiljöverket så att de kan uttala sig.

## Fotnoter
1. ↑   Arbetsmiljölagen med kommentarer, 2011, Arbetsmiljöverket